# Eurycotis similis
Eurycotis similis är en kackerlacksart som beskrevs av Andrew Nelson Caudell 1922. Eurycotis similis ingår i släktet Eurycotis och familjen storkackerlackor. Inga underarter finns listade i Catalogue of Life.